# كيم جي-مين (لاعب كرة قدم)
كيم جي-مين (هانغل: 김지민) هو لاعب كرة قدم كوري جنوبي في مركز الهجوم، ولد في 27 نوفمبر 1984 في كوريا الجنوبية. لعب مع أولسان هيونداي وبوهانغ ستيلرز.

## وصلات خارجية
- كيم جي-مين (لاعب كرة قدم) على موقع دوري كوريا الجنوبية (الإنجليزية)
- كيم جي-مين (لاعب كرة قدم) على موقع قاعدة بيانات كرة القدم.إي يو (الإنجليزية)